# Gil José Méndez
Gil José Méndez (Buenos Aires, 11 de agosto de 1822 - San Isidro, 29 de mayo de 1871) fue un médico y funcionario argentino del siglo XIX, fundador del Hospital Borda, y recordado como uno de los mártires de la fiebre amarilla en Buenos Aires.

## Biografía

### Familia y primeros años
Gil José Méndez nació el 11 de agosto de 1822 en la ciudad de Buenos Aires, siendo bautizado como Gil Josef Tiburcio el 19 de agosto de 1822 por Bernardo José de Ocampo, en la Basílica de San Nicolás de Bari (L°10 F°193). Su padre, Gil José Méndez Muñoz, había seguido la carrera de las armas, integrando el Regimiento de Granaderos de Fernando VIII y el Regimiento de Granaderos de Infantería de las Provincias Unidas, y casando con María Josefa Urquiaga Parcero.
Los Méndez, oriundos de Galicia, pasaron en el siglo XVIII a La Habana, y de allí a Montevideo y Buenos Aires, donde participaron de la defensa de las Invasiones Inglesas y de las Guerras de Independencia. Entre sus miembros se destacanRamón Méndez, Ramón Tulio Méndez, y Agustín Méndez. Por el lado de su madre Gil José Méndez descendía de antiguas familias porteñas del siglo XVI, encontrándose entre sus antepasados Miguel Gómez de la Puerta y Antón García Caro.

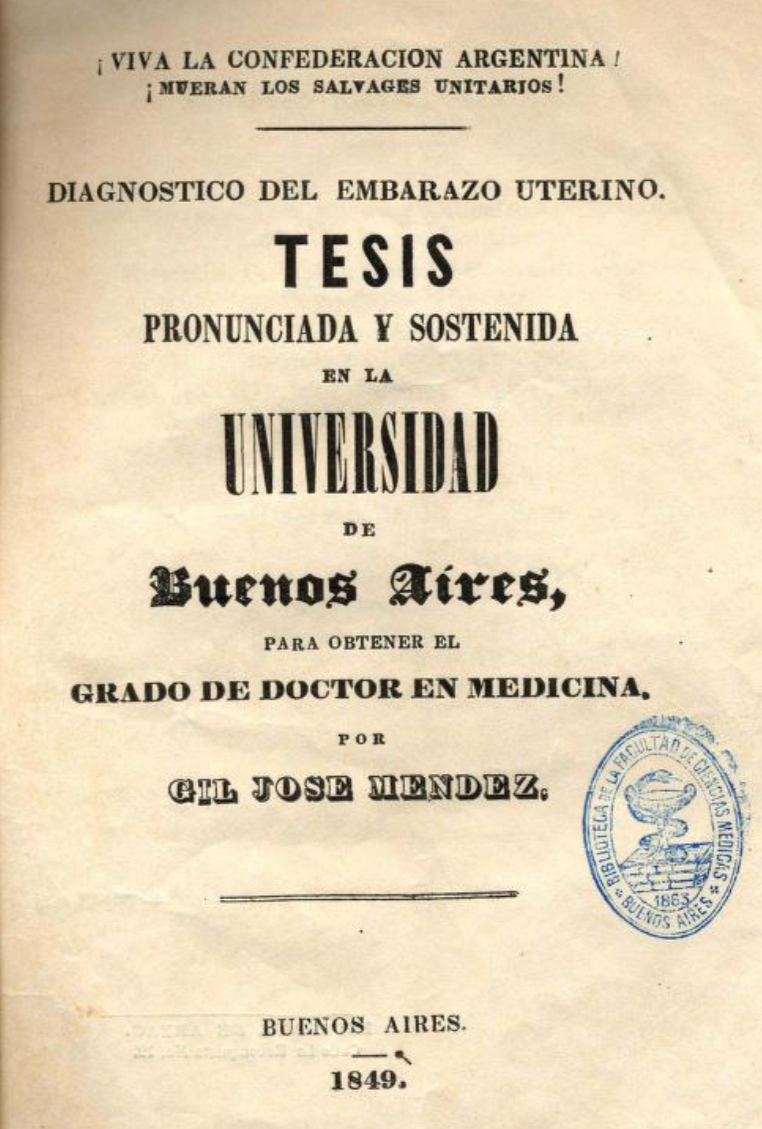
Tesis del doctorado en Medicina de Gil José Méndez, 1849

### Estudios
Gil José Méndez cursó estudios superiores en la Facultad de Ciencias Médicas de la Universidad de Buenos Aires. En 1849, a los veintisiete años, pronunció y sostuvo su tesis relativa al Diagnóstico del embarazo uterino, para así obtener el grado de doctor en Medicina.
Participaron de la mesa examinadora diez académicos, entre los cuales se encontraban el Dr. Francisco Javier Muñiz como padrino de tesis, y los Dres. Teodoro Álvarez y Claudio Mamerto Cuenca, quienes aprobaron la investigación, otorgando así el título universitario a quien sería desde entonces el Dr. Gil Méndez. El doctorado fue otorgado con carácter gratuito, atendiendo al desempeño académico que Méndez había demostrado.

### Actuación profesional
A través de la consultoría y asistencia médica, el Dr. Méndez ejerció su profesión en Buenos Aires de manera particular. Sumado a ello, en 1852 fue nombrado por la Sociedad de Beneficencia como uno de los primeros médicos para hacerse cargo del Hospital de Mujeres de Buenos Aires, actualmente conocido como Hospital General de Agudos Bernardino Rivadavia.Y en 1864 administraba la Casa Auxiliar del Sud de Vacunas de Buenos Aires, situada en la calle Defensa 457.

#### Fundación del Hospital de San Buenaventura
El Dr. Méndez, junto al presbítero Gabriel Fuentes y al Dr. Mauricio González Catán, presentaron la iniciativa para la fundación de un hospital psiquiátrico, que pudiera asistir a las personas que sufrieran un trastorno mental, debido a que el Hospital General de Hombres ya no contaba con capacidad para la internación de nuevos pacientes.
Así el 14 de octubre de 1858 la Legislatura de Buenos Aires promulga una ley autorizando a la Municipalidad de Buenos Aires a invertir $2.000.000 para la construcción de una Casa de Dementes y un Cementerio público al sud de la ciudad. Dicho establecimiento sería conocido como Hospital San Buenaventura, en honor al Dr. Ventura Bosch, y luego como Hospital Interdisciplinario Psicoasistencial José Tiburcio Borda, nombre actual de esta institución.

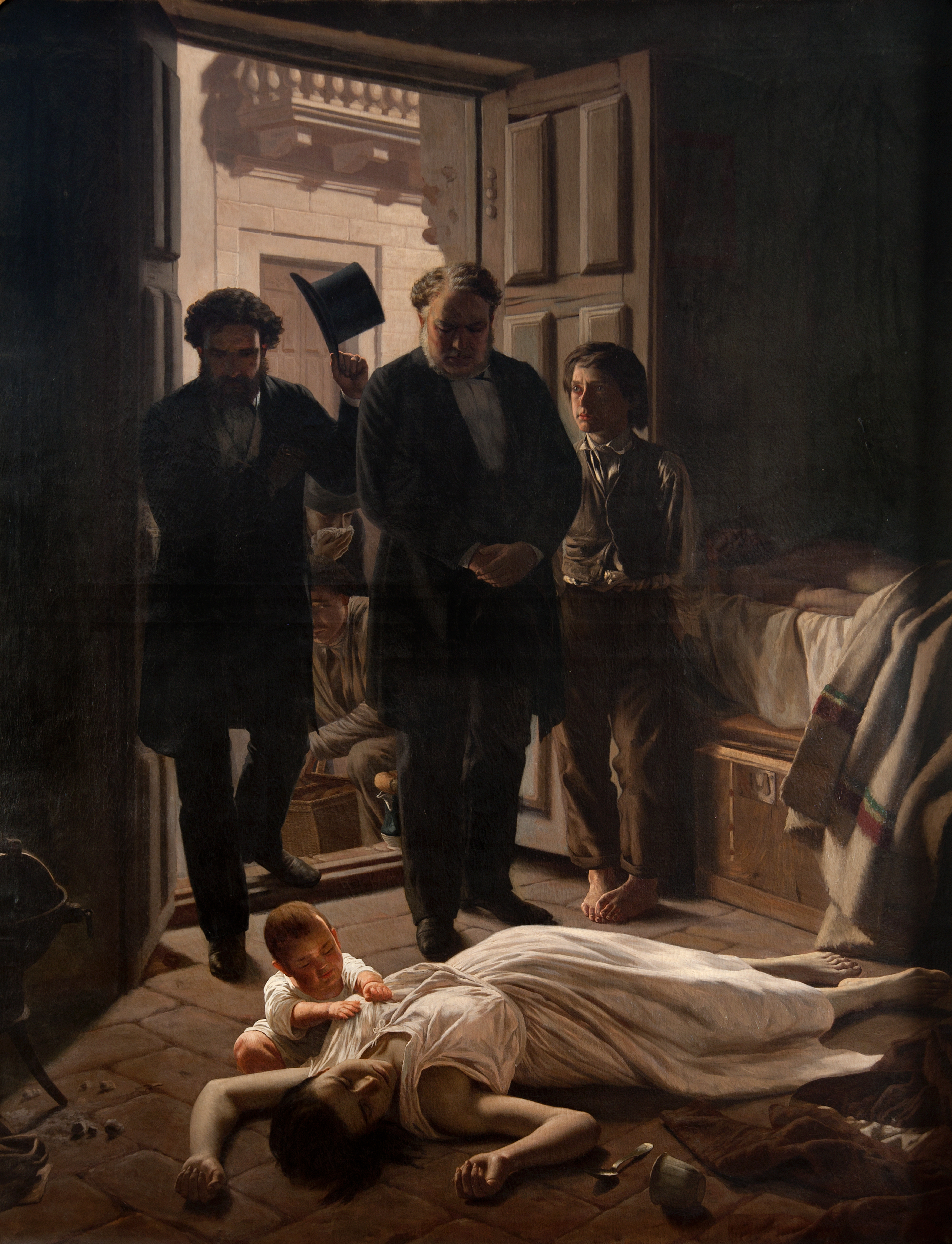
Episodio de la fiebre amarilla, por Juan Manuel Blanes

#### Epidemia de fiebre amarilla
En los años de 1852, 1858, 1870 y 1871, la ciudad de Buenos Aires se vio afectada por sucesivas epidemias de fiebre amarilla, en las cuales un gran porcentaje de sus habitantes perdieron su vida. El Dr. Gil Méndez se comprometió en el tratamiento de pacientes afectados por esta enfermedad desde el comienzo de ellas, por encontrarse a partir de 1852 a cargo del Hospital de Mujeres de esa ciudad.
Años más tarde figura el Dr. Méndez nuevamente involucrado en el combate contra la fiebre amarilla. En los días 7, 14 y 15 de abril de 1857 se lo menciona como autor junto a Cayetano M. Cazón y Dalmacio Vélez Sársfield de un impreso municipal titulado Ordenanza prescribiendo la construcción de sumideros y otras medidas de higiene pública. La Municipalidad a sus conciudadanos y habitantes de Buenos Aires.
Dos décadas después después, en 1871, al intervenir en la que sería la última epidemia de fiebre amarilla de Buenos Aires, José Gil Méndez contrae la enfermedad, falleciendo a causa de ella el 29 de abril de 1871 en San Isidro.

#### Epidemia de cólera
Gil Méndez no solamente había tenido actuación durante las epidemias de fiebre amarilla. En la década de 1860' hallamos al Dr. Méndez en San Isidro, localidad en las afueras de Buenos Aires donde era propietario de una extensa chacra, y donde voluntariamente se involucró en abril de 1867 en la mitigación de la epidemia de cólera que afectaba a sus habitantes.

En comunicación del 22 de abril de 1967 a lo alcaldes de los cuarteles 3,4,5,6 y 7, el intendente Manuel Martín y Omar les comunicaba que:
En la chacra conocida por el finado Almada en el Cuartel 6, vive el médico Don Gil J. Méndez, a quien podrán concurrir con motivo de cualquier enfermedad: previéndoles que la asistencia a los pobres será gratis. [...]

### Actuación política
Gil J. Méndez también desempeñó diversos cargos gubernamentales, algunos relacionados con la salud pública, otros a la función política. Entre ellos, en 1857 integraba el Consejo de Higiene Pública de Buenos Aires, desempeñándose también en dicho cuerpo como vocal en 1864. Y pocos años más tarde, el 28 de noviembre de 1869, fue consagrado en las elecciones de electores de municipales por el partido de Pilar. Junto a él eran también electos otros funcionarios que se convertirían en personajes de relevancia para la historia política argentina, entre ellos Luis Sáenz Peña y Delfín Huergo.

### Patrimonio
Luego del fallecimiento del Dr. Méndez, sus herederos comenzaron un proceso sucesorio (Archivo General de la Nación, Sucesiones, Legajo 1906/6). De él se desprende que al morir José Gil Méndez legó una fortuna consistente en veintiséis casas en la ciudad de Buenos Aires, otra en las Lomas de San Isidro, y un terreno en San Martín. La chacra en San Isidro, conocida como Quinta de Méndez, se ubicaba en la actual localidad de Villa Adelina, y su extensión era de aproximadamente 50 hectáreas. A ello se le suman campos en el actual Partido de General Alvear, lindantes a las tierras de la familia Piñero.

### Matrimonio y descendencia
El 23 de mayo de 1857 en la Basílica de la Merced de Buenos Aires, siendo testigos José de Iturriaga y Josefa de Urquiaga (L°1857 F°469v) Gil José Méndez contraía matrimonio con María Andrea de Iturriaga Ortiz Basualdo, hija de José Mariano Felipe de Iturriaga Espinosa y de Paula Josefa de Ortiz Basualdo Segurola. Serían padres de tres hijos nacidos entre 1858 y 1861: Gil José Mariano, Manuel Claudio, y Pedro Pablo, todos ellos solteros y sin sucesión.
Antes de contraer matrimonio, el Dr. Méndez había tenido con por lo menos siete mujeres distintas hijos naturales legitimados, entre 1844 y 1855. De su unión con Manuela Anastasia Alonso Ferreyra nacería María Josefa Méndez Alonso, quien contrajo matrimonio con el Dr. Luis Dardanelli. Numerosos miembros de la rama Dardanelli-Méndez se dedicarían al igual que su antepasado Gil José Méndez al ejercicio de las Ciencias de la Salud, entre ellos el farmacéutico Luis Roque Dardanelli Méndez, el cirujano Miguel Dardanelli, y el pediatra Esteban Dardanelli.

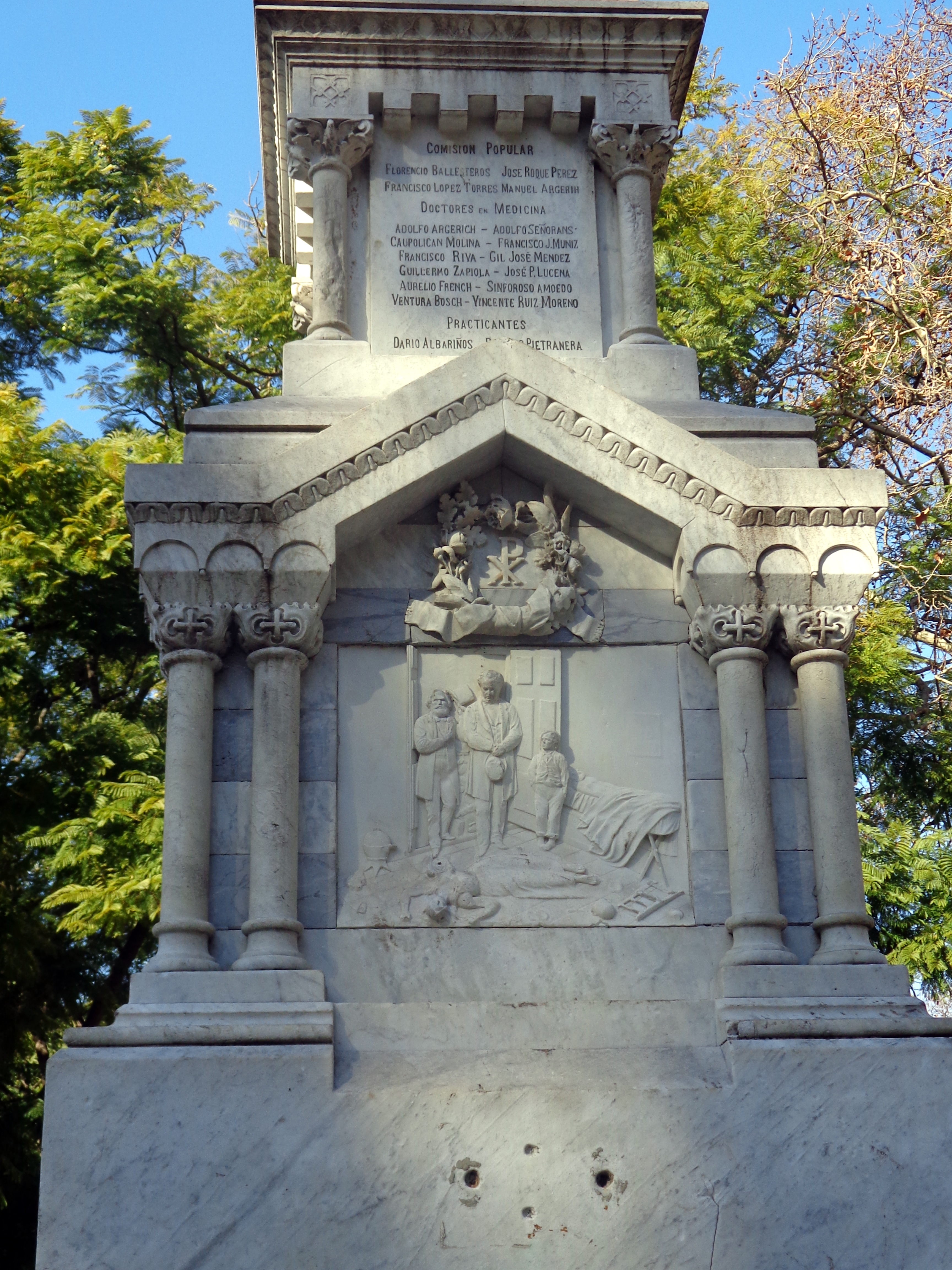
Inscripción del nombre del Dr. Gil José Méndez en el Monumento a las víctimas de la fiebre amarilla

## Reconocimientos
El Dr. Gil José Méndez es recordado por el Monumento a las víctimas de la fiebre amarilla, ubicado en el Parque Ameghino de la ciudad de Buenos Aires. Su nombre se encuentra inscripto junto al de otros once doctores en Medicina, todos fallecidos en cumplimiento del deber durante la última epidemia de dicha enfermedad en Buenos Aires, en el año 1871.
Junto a su nombre, se encuentran los de Adolfo Argerich, Adolfo Señorans, Caupolicán Molina, Francisco J. Muñiz, Francisco Riva, Guillermo Zapiola, José P. Lucena, Aurelio French, Sinforoso Amoedo, Ventura Bosch y Vicente Ruiz Moreno, doctores en Medicina; Florencio Ballesteros, José Roque Pérez, Francisco López Torres y Manuel Argerich, miembros de la Comisión Popular; y Darío Albariños y Párides Pietranera, practicantes.